# Nibea semifasciata
Nibea semifasciata és una espècie de peix de la família dels esciènids i de l'ordre dels perciformes.

## Morfologia
- Els mascles poden assolir 24 cm de longitud total.[4][5]

## Hàbitat
És un peix marí, de clima tropical i bentopelàgic.

## Distribució geogràfica
Es troba als mars de la Xina.

## Observacions
És inofensiu per als humans.